# Megalomus monticellii
Megalomus monticellii är en insektsart som beskrevs av Navás 1928. Megalomus monticellii ingår i släktet Megalomus och familjen florsländor. Inga underarter finns listade i Catalogue of Life.